# Mielocatexis
La mielocatexis és un trastorn congènit dels leucòcits que causa leucopènia crònica i severa (una reducció dels glòbuls blancs circulants) i neutropènia (una reducció dels neutròfils). És un trastorn autosòmic dominant.